# Alexandre de Grasse-Tilly
Alexandre François Auguste, comte de Grasse, marquis de Tilly, né le 14 février 1765 et mort le 10 juin 1845 est le fils de l'amiral François Joseph Paul de Grasse. Il est surtout connu pour le rôle central qu'il joue en franc-maçonnerie et dans l'importation en Europe continentale du Rite écossais ancien et accepté.

## Biographie
Fils de l'amiral de Grasse, qui s'était illustré pendant la guerre d'indépendance des États-Unis, Alexandre de Grasse-Tilly fut initié le 8 janvier 1783 dans la loge Saint Lazare qui devient Saint Jean d'Écosse du Contrat social ou il figure au tableau de la loge jusqu'en 1787,. Militaire de carrière, il s'était rendu fin 1789 à Saint-Domingue pour y prendre possession d'une plantation héritée de son père. À la suite de la révolte des esclaves, il se réfugia aux États-Unis où il bénéficia de différents soutiens, notamment en mémoire de son père.
Le 24 juillet 1796, il fonde en compagnie de son beau-père Jean-Baptiste Delahogue la loge « la Candeur » à Charleston. Cette loge s'affilie le 2 janvier 1798 à la Grand Lodge of Free and Accepted Masons of South Carolina. Il en démissionne en 1799 pour fonder une nouvelle loge, dénommée « La Réunion française », sous l'égide de la Grand Lodge of South Carolina, Ancient York Masons, elle-même issue de la « Grande Loge des anciens ».
Nommé le 21 février 1802 « Grand inspecteur général et Grand commandeur des Antilles françaises » du Rite écossais ancien et accepté qui venait de se constituer à Charleston, il rentra à Paris en 1804 où il fonda le  « Suprême Conseil pour le 33e degré en France ».